# Anja Arndt
Anja Regine Arndt (ur. 10 stycznia 1966 w Groß Neßhausen w gminie Wangerland) – niemiecka polityk, działaczka Alternatywy dla Niemiec, deputowana do Parlamentu Europejskiego X kadencji.

## Życiorys
Absolwentka studium nauczycielskiego, uzyskała uprawnienia do nauczania ekonomii, politologii i wychowania fizycznego. Pracowała jako konsultantka ds. zarządzania. W 2018 zaangażowała się w działalność polityczną w ramach Alternatywy dla Niemiec, w 2022 została przewodniczącą partii w regionie Fryzja Wschodnia. Została umieszczona na trzynastym miejscu listy AfD w wyborach do Parlamentu Europejskiego w 2024. W wyniku głosowania z czerwca 2024 została wybrana eurodeputowaną X kadencji.